# Callilepis
Callilepis Westring, 1874 è un genere di ragni appartenente alla famiglia Gnaphosidae.

## Distribuzione
Le 18 specie note di questo genere sono diffuse nella regione olartica e in India: le specie dall'areale più vasto sono la C. nocturna e la C. schuszteri, entrambe reperite in varie località della regione paleartica.

## Tassonomia
Le specie rinvenute in India (C. chakanensis, C. ketani, C. lambai, C. pawani, C. raiani, C. rajastanica e C. rukminiae) sono probabilmente da attribuire ad altro genere.
Non sono stati esaminati esemplari di questo genere dal 2013.
Attualmente, ad aprile 2015, si compone di 18 specie:
1. Callilepis chakanensis Tikader, 1982 — India
2. Callilepis chisos Platnick, 1975 — USA
3. Callilepis concolor Simon, 1914 — Europa meridionale
4. Callilepis cretica (Roewer, 1928) — Grecia, Creta, Turchia, Azerbaigian
5. Callilepis eremella Chamberlin, 1928 — Nordamerica
6. Callilepis gertschi Platnick, 1975 — USA, Messico
7. Callilepis gosoga Chamberlin & Gertsch, 1940 — USA
8. Callilepis imbecilla (Keyserling, 1887) — USA, Canada
9. Callilepis ketani Gajbe, 1984 — India
10. Callilepis lambai Tikader & Gajbe, 1977 — India
11. Callilepis mumai Platnick, 1975 — USA, Messico
12. Callilepis nocturna (Linnaeus, 1758)[2] — Regione paleartica
13. Callilepis pawani Gajbe, 1984 — India
14. Callilepis pluto Banks, 1896 — USA, Canada
15. Callilepis rajani Gajbe, 1984 — India
16. Callilepis rajasthanica Tikader & Gajbe, 1977 — India
17. Callilepis rukminiae Tikader & Gajbe, 1977 — India
18. Callilepis schuszteri (Herman, 1879) — Regione paleartica

### Specie trasferite
- Callilepis linzhiensis Hu, 2001; trasferita al genere Xizangia Song, Zhu & Zhang, 2004[1].

### Sinonimi
- Callilepis altitudonis Chamberlin, 1935; posta in sinonimia con C. eremella Chamberlin, 1928 a seguito di un lavoro dell'aracnologo Platnick (1975b)[1].
- Callilepis bipunctata Yaginuma, 1960; posta in sinonimia con C. schuszteri (Herman, 1879) a seguito di un lavoro dell'aracnologo Platnick (1975b).
- Callilepis femoralis Banks, 1911; posta in sinonimia con C. pluto Banks, 1896 a seguito di un lavoro dell'aracnologo Platnick (1975b).
- Callilepis flavitarsis (Simon, 1880); posta in sinonimia con Callilepis schuszteri (Herman, 1879) a seguito di un lavoro dell'aracnologo Platnick (1975b).
- Callilepis munda Chamberlin, 1935; posta in sinonimia con C. imbecilla (Keyserling, 1887) a seguito di un lavoro dell'aracnologo Platnick (1975b).
- Callilepis ochridana (Drensky, 1929); trasferita dal genere Poecilochroa e posta in sinonimia con C. nocturna (Linnaeus, 1758).
- Callilepis wiehlei Bristowe, 1935; posta in sinonimia con C. cretica (Roewer, 1928) a seguito di un lavoro di Wunderlich (1977a) e contra un precedente lavoro di Platnick (1975b).

### Nomen dubium
- Callilepis cabriolata Franganillo, 1926; esemplari maschili e femminili, reperiti in Spagna. A seguito di un lavoro dell'aracnologo Platnick (1975b), è da ritenersi nomen dubium[1].